# 2,4,6-Трибромфенол
Трибромфенол (ТБФ) или 2,4,6-трибромфенол — бромированное производное фенола. Используется как фунгицид, как консервант древесины и промежуточное вещество при изготовлении антипиренов.

## Физические свойства
Трибромфенол представляет собой белые мягкие игольчатые кристаллы с запахом брома и сладким вкусом. Молярная масса 330,08 г/моль. Плотность 2,55 г/см3. Растворимость в воде низкая 0,007 г/100мл, в спиртах она выше. Очень хорошо растворим в этаноле, бензоле. Хорошо растворим в хлороформе, четыреххлористом углероде.

## Биохимия
ТБФ синтезируется в телах морских многощетинковых червей Lanice conchilega. Значение ТБФ для многощетинковых пока не изучена.
2,4,6-Трибромфенол содержится в ракообразных, молюсках и даже некоторых млекопитающих. Например, ТБФ был обнаружен у крупного рогатого скота вида Bos taurus, или домашних быков.
2,4,6-Трибромфенол является вкусовым компонентом морепродуктов, придает интенсивный вкус креветкам.
Это эндогенно вырабатываемый метаболит, который находится в организме человека. Он обнаружен, но не определён количественно (из-за крайне малого содержания).

## Получение
Хотя природный ТБФ был обнаружен в океанических отложениях как метаболит морской фауны, коммерческий продукт производится промышленным способом. В 2001 году объем производства ТБФ оценивался в 2500 тонн/год в Японии и 9500 тонн/год во всем мире. ТБФ может быть получен путем контролируемой реакции элементарного брома с фенолом:
Эта реакция является качественной реакцией на фенол. При ней ТБФ опадает в осадок белыми хлопьями.

## Химические свойства
Трибромфенол разлагается до монооксида углерода, диоксида углерода и бромоводорода.
{\displaystyle {\ce {C6H3Br3O + 4O2 ->[t] 3CO + 3CO2 + 3HBr}}}
Сам по себе он не пожароопасен и не воспламеняется.
Трибромфенол обладает типичными фенольными свойствами: имеет кислотные свойства и реагирует с щелочами и щелочными металлами. Реакция с гидроксидом натрия приводит к образованию трибромфенолята натрия и воды.

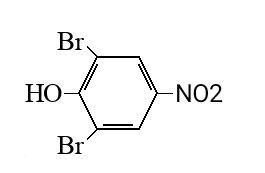
Структурная формула 2,6-дибром-4-нитрофенола

В процессе нитрования (взаимодействия с азотной кислотой) атом брома в пара-положении замещается нитрогруппой, образуя 2,6-дибром-4-нитрофенол и бромоводород. При аккуратном нагревании, с добавлением серной кислоты как катализатора процесс может продолжится до образования пикриновой кислоты.
При кипячении с цинковой пылью и ледяной уксусной кислотой атом брома отщепляется от орто-положения и образуется 2,4-дибромфенол.

## Токсичность
Вещество раздражает слизистые оболочки, дыхательные пути, выделяет токсичные пары брома. Известно также, что оно является сильным раздражителем кожи. 
Хоть ТБФ не растворим в воде, он крайне токсичен для водоёмов и большинства морских обитателей. В больших количествах нарушает работу эндокринной системы. Крайне токсичен при приёме внутрь. ЛД50 = 2 г/кг (крыса, перорально).

## Применение
Используется как антисептик, консервант древесины и бактерицид. Необходим для получения трибромфенолята висмута, использующегося в фармацевтике.
Используется в обработке и заготовке древесины. Им смазывают шпалы, деревянные линий электропередач. 
Его применение несколько ограничено в связи с токсичностью. В США применение с каждым годом уменьшается. В 1992 закрылось последнее предприятие по его производству в США.